# カラルツォ・ディ・カドーレ
カラルツォ・ディ・カドーレ（イタリア語: Calalzo di Cadore）は、イタリア共和国ヴェネト州ベッルーノ県にある、人口約1,900人の基礎自治体（コムーネ）。

## 地理

### 位置・広がり
ベッルーノ県北部、カドーレ地方のコムーネ。

#### 隣接コムーネ
隣接するコムーネは以下の通り。
- アウロンツォ・ディ・カドーレ
- ボルカ・ディ・カドーレ
- ドメッジェ・ディ・カドーレ
- ピエーヴェ・ディ・カドーレ
- サン・ヴィート・ディ・カドーレ
- ヴォード・ディ・カドーレ

### 地勢
ドロミーティの山岳地帯に位置する。

### 気候分類・地震分類
気候分類では、zona F, 3899 GGに分類される。
また、イタリアの地震リスク階級 (it) では、zona 3 (sismicità bassa) に分類される。

## 歴史
1878年、アンジェロ・フレスクーラ（Angelo Frescura）らがカラルツォ・ディ・カドーレに眼鏡工場を建設した。これがベッルーノ県における眼鏡産業のはじまりであり、当時貧弱な工業しかなかったこの土地に地場産業として根付いた。